# مدرسه سفارت آلمان در تهران
مدرسهٔ سفارت آلمان در تهران یک مدرسهٔ بین‌المللی آلمانی در شهر تهران است که شامل کودکستان، مدرسهٔ ابتدایی، راهنمایی و دورهٔ متوسطه می‌شود.
این مدرسه در سپتامبر ۱۹۸۰ میلادی تأسیس شد و پس از حمله به سفارت بریتانیا در تهران در سال ۲۰۱۱ میلادی، برای مدت کوتاهی تعطیل شد. برخی از پنجره‌ها و شیشه‌های این مدرسه توسط معترضان شکسته شده بودند.
اين مدرسه از سال ١٤٠٢ روی ايرانيان ,توسط حكومت بسته شد و متاسفانه انها اجازه تحصيل در اين مدارس و مدارس سفارتخانه‌ها را ندارند. 
بسياري از خانواده‌ها مجبور به ترك ايران شدند 
افراد متقاضی حتما بايد داری شرايط خاص و اجازه از دولت ايران باشند.